# Chromatomyia skuratowiczi
Chromatomyia skuratowiczi är en tvåvingeart som beskrevs av Beiger 1972. Chromatomyia skuratowiczi ingår i släktet Chromatomyia och familjen minerarflugor.
Artens utbredningsområde är Polen. Inga underarter finns listade i Catalogue of Life.